# Je hoeft niet naar huis vannacht
Je hoeft niet naar huis vannacht is een nummer van de Nederlandse zanger Marco Borsato uit 1995. Het is de tweede single van zijn vierde studioalbum Als geen ander.
De single is een van Borsato's bekendste nummers, en werd een grote hit in Nederland en Vlaanderen. In de Nederlandse Top 40 haalde het de 9e positie, en in de Vlaamse Ultratop 50 de 19e.
Het nummer is een cover van het Amerikaanse poprock trio The Triplets, die het in 1991 uitbrachten als You Don't Have To Go Home Tonight en er dat jaar hoog mee genoteerd stonden in de Billboard Hot 100 (#14).

## Hitnoteringen

### Vlaamse Ultratop 50
| Hitnotering: 26-08-1995 t/m 04/11/1995 | Hitnotering: 26-08-1995 t/m 04/11/1995 | Hitnotering: 26-08-1995 t/m 04/11/1995 | Hitnotering: 26-08-1995 t/m 04/11/1995 | Hitnotering: 26-08-1995 t/m 04/11/1995 | Hitnotering: 26-08-1995 t/m 04/11/1995 | Hitnotering: 26-08-1995 t/m 04/11/1995 | Hitnotering: 26-08-1995 t/m 04/11/1995 | Hitnotering: 26-08-1995 t/m 04/11/1995 | Hitnotering: 26-08-1995 t/m 04/11/1995 | Hitnotering: 26-08-1995 t/m 04/11/1995 | Hitnotering: 26-08-1995 t/m 04/11/1995 | Hitnotering: 26-08-1995 t/m 04/11/1995 |
| Week                                   | 1                                      | 2                                      | 3                                      | 4                                      | 5                                      | 6                                      | 7                                      | 8                                      | 9                                      | 10                                     | 11                                     |                                        |
| -------------------------------------- | -------------------------------------- | -------------------------------------- | -------------------------------------- | -------------------------------------- | -------------------------------------- | -------------------------------------- | -------------------------------------- | -------------------------------------- | -------------------------------------- | -------------------------------------- | -------------------------------------- | -------------------------------------- |
| Positie                                | 34                                     | 19                                     | 19                                     | 20                                     | 21                                     | 24                                     | 22                                     | 20                                     | 22                                     | 29                                     | 46                                     | uit                                    |

### NPO Radio 2 Top 2000
| Nummer met noteringen in de NPO Radio 2 Top 2000 | '04 | '05 | '06 | '07  | '08  | '09 |
| ------------------------------------------------ | --- | --- | --- | ---- | ---- | --- |
| Je hoeft niet naar huis vannacht                 | 615 | 939 | 880 | 1189 | 1099 | 785 |

1. ↑  Een vetgedrukt getal geeft de hoogste notering aan.
2. ↑  2004 was het eerste jaar met een notering voor dit nummer.
3. ↑  Deze tabel is bijgewerkt tot en met de laatste editie (2024).